# Сихотэ-Алинский заповедник

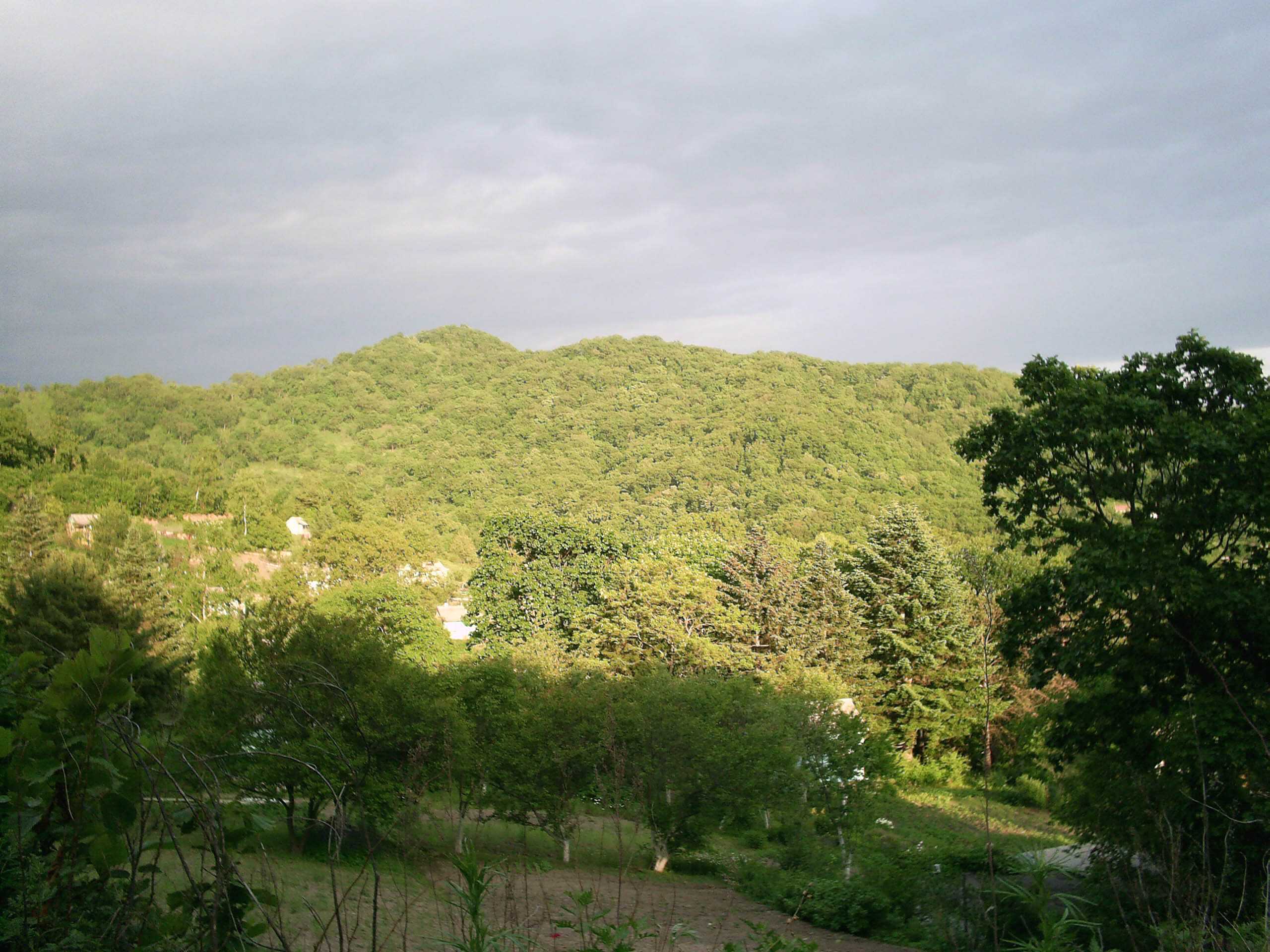

Сихотэ́-Али́нский государственный природный биосферный заповедник имени К. Г. Абрамова — биосферный заповедник в Приморском крае. Первоначальная цель его создания — сохранение и восстановление почти истреблённого в то время соболя. В настоящее время заповедник представляет собой наиболее удобное место для проведения наблюдений за амурским тигром.
Внесён в Список Всемирного наследия ЮНЕСКО как «Объект, включающий в себя наиболее важную или значительную естественную среду обитания для сохранения в ней биологического многообразия, в том числе исчезающих видов исключительной мировой ценности с точки зрения науки и охраны» в 2001 году.

## История
Организован постановлением ВЦИК и СНК РСФСР от 10 февраля 1935, первоначальная площадь составила 1 млн га. Директором заповедника был назначен Константин Георгиевич Абрамов, при активном участии которого была проведена огромная работа по очистке территории заповедника от лесозаготовительных организаций и браконьеров, по результатам экспедиции Географического общества СССР под руководством К. Г. Абрамова и Ю. А. Салмина юридически оформлены границы заповедника. В 1944 году площадь заповедника была увеличена до 1,8 млн га. В 1951 году, на фоне массового закрытия заповедников в СССР, площадь была уменьшена в 18 раз — до 99 тыс. га. В 1961 году, благодаря ходатайствам ученых, территория заповедника была восстановлена до  300 тыс. га с небольшим, а к 1985 году составляла 347 052 га. В последние годы площадь основной территории заповедника — 397 400 га, общая площадь — 401 600 га. В 2006 году заповедник получил имя одного из организаторов и первого директора — Константина Георгиевича Абрамова.

## Географическое положение
Заповедник расположен в восточной и центральной водораздельной частях хребта Сихотэ-Алинь, на территории трёх административных районов Приморского края: Тернейского, Красноармейского и Дальнегорского. Географические координаты: основная часть в. д. 135°48’46" — 136°34’23", с. ш. 44°49’13" — 45°41’25"; урочище Абрек в. д. 136°40’14" — 136°46’51", с. ш. 45°02’53" — 45°09’38". Система координат 1942 года, приводится по картам издания 1976 года, состояние местности на 1983 год. Площадь: 401 600 га, в том числе обособленный участок урочище Абрек — 4200 га, морская акватория — 2900 га.
Территория заповедника простирается от скалистых берегов Японского моря вглубь материка на 93 км, включая восточные и западные отроги горного хребта Сихотэ-Алинь. Южную часть заповедника занимает Дальний хребет; в его западной части находится самая высокая точка хребта и всего заповедника — гора Глухоманка (1593 м над уровнем моря).

## Природа Сихотэ-Алинского заповедника
Всего на территории заповедника отмечено:
- 1149 видов высших растений,
- 121 вид мохообразных,
- 368 видов лишайников,
- 670 видов водорослей,
- 537 видов грибов,
- 63 вида млекопитающих,
- 342 вида птиц,
- 8 видов рептилий,
- 5 видов амфибий,
- 32 вида рыб,
- 334 вида морских беспозвоночных
- и около 3,5 тыс. видов насекомых.

Флора Сихотэ-Алинского заповедника носит маньчжуро-охотский характер с преобладанием маньчжурских видов. Для фауны также характерно сочетание видов разного происхождения. «Южане» и «северяне» образуют очень пёстрое и многообразное сочетание.
Наиболее типичные виды животных: бурый и гималайский медведь, соболь, харза, росомаха, колонок, американская норка, амурский тигр, кабан, кабарга, косуля, уссурийский баклан, рябчик, белопоясный стриж, черноголовая гаичка, поползень, кедровка, дальневосточный лесной кот, амурский горал, пятнистый олень, чешуйчатый крохаль, мандаринка, скопа, дикуша, рыбный филин, хохлатый орёл, белохвостый и белоплечий орланы, рысь,чёрный аист.

### Объекты охраны
- Кедрово-еловые леса с подлеском из рододендрона Фори
- Кедровые леса с первоцветом иезским
- Тисовые рощи
- Скальные экосистемы ур. Абрек, места обитания горала
- Озера лагунного происхождения Благодатное и Голубичное
- Группа Солонцовых озёр
- Природные солонцы в бассейне реки Колумбе и верховьях ключа Солонцового
- Остепнённые луга ур. Благодатное
- Лугово-березово-дубовые сообщества — места концентрации копытных

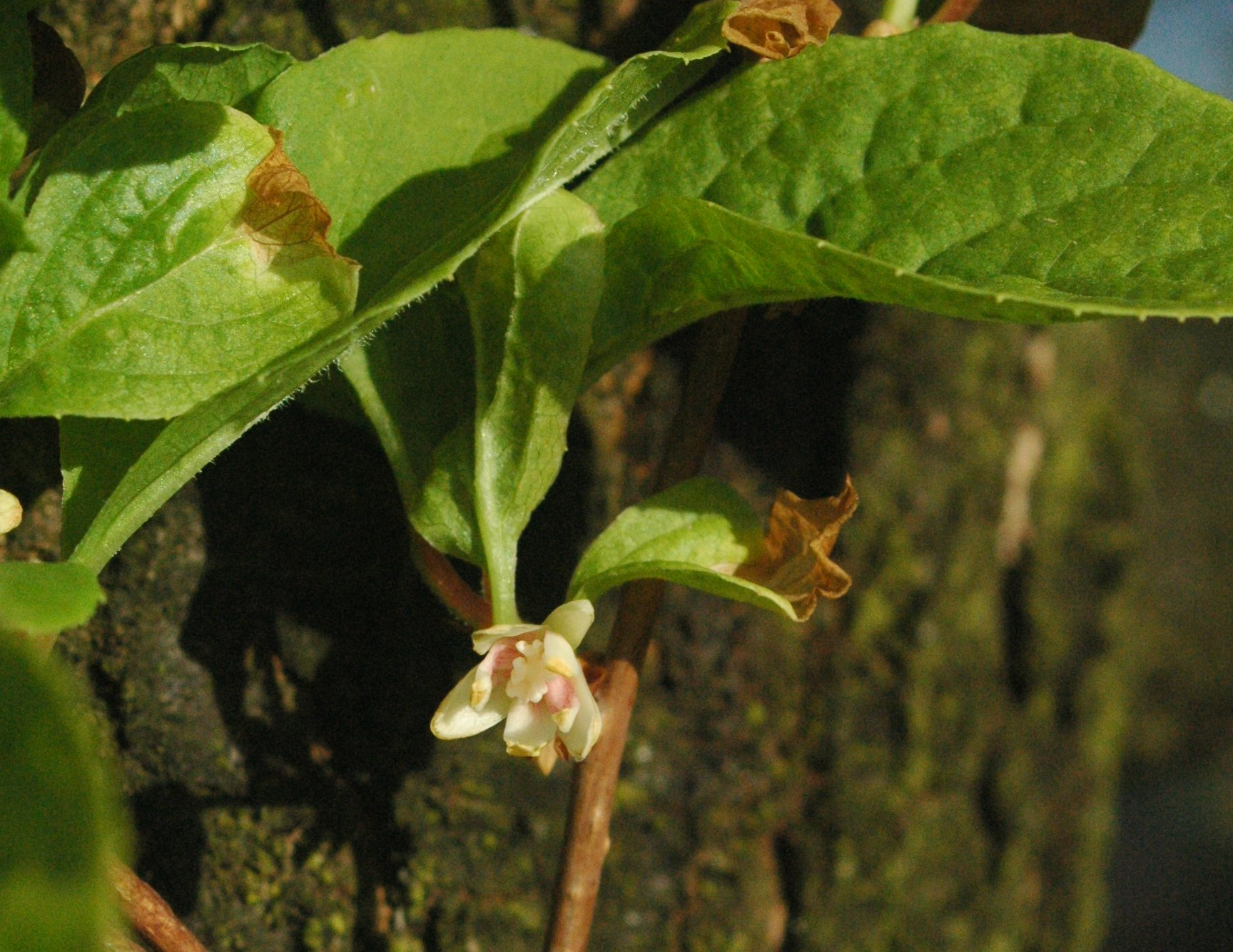
Лимонник китайский

### Охраняемые виды растений
- Абелия корейская (см. Абелия)
- Бадан тихоокеанский
- Башмачок крупноцветковый
- Башмачок настоящий
- Бородатка японская
- Борец сихотинский
- Груша уссурийская
- Диоскорея японская
- Заманиха высокая
- Касатик гладкий
- Касатик мечевидный
- Ковыль байкальский
- Котовник маньчжурский
- Кубышка малая
- Курильский чай маньчжурский
- Лилия даурская
- Лилия двурядная
- Лимонник китайский
- Лиственница ольгинская
- Лихнис родственный
- Лихнис сверкающий
- Надбровник безлистный
- Первоцвет иезский
- Пион молочноцветковый
- Пион обратнояйцевидный
- Подмаренник удивительный
- Полушник азиатский
- Пыльцеголовник длинноприцветниковый
- Родиола розовая
- Рододендрон сихотинский
- Рододендрон Фори
- Рябинник сумахолистный
- Рябчик уссурийский
- Седлоцвет сахалинский
- Тис остроконечный
- Шерстостебельник китайско-русский
- Эдельвейс Палибина
- Калипса луковичная

## Охраняемые виды животных

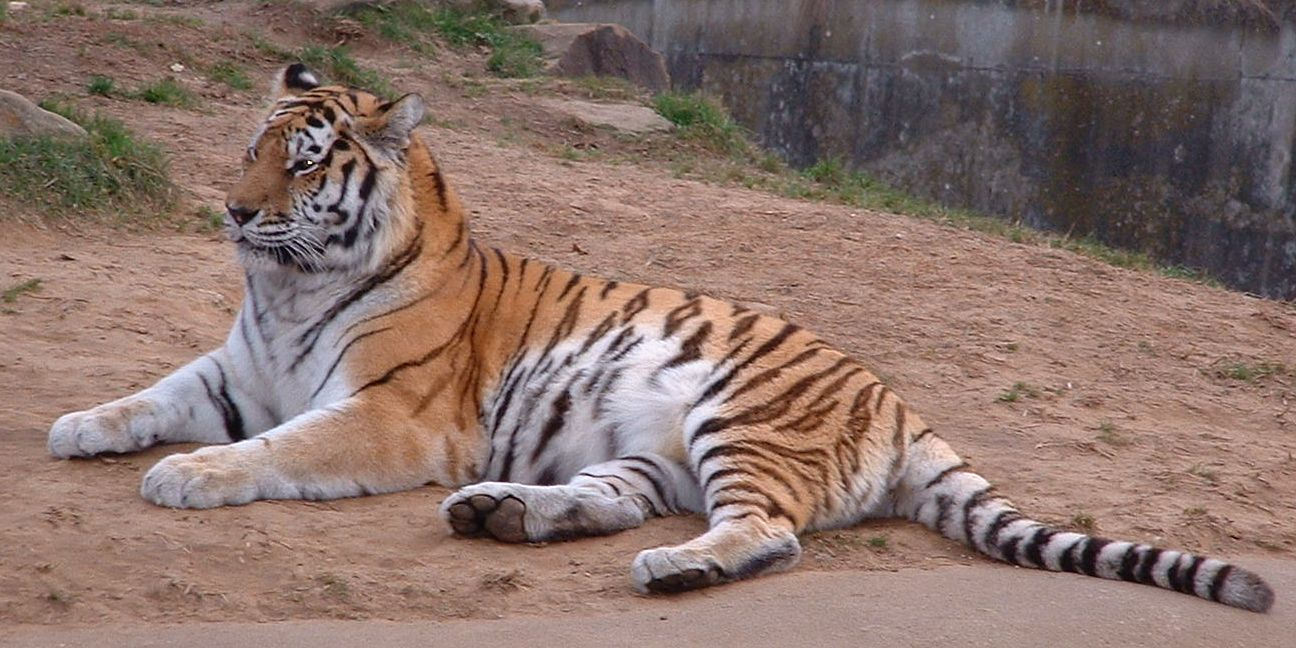
Амурский тигр

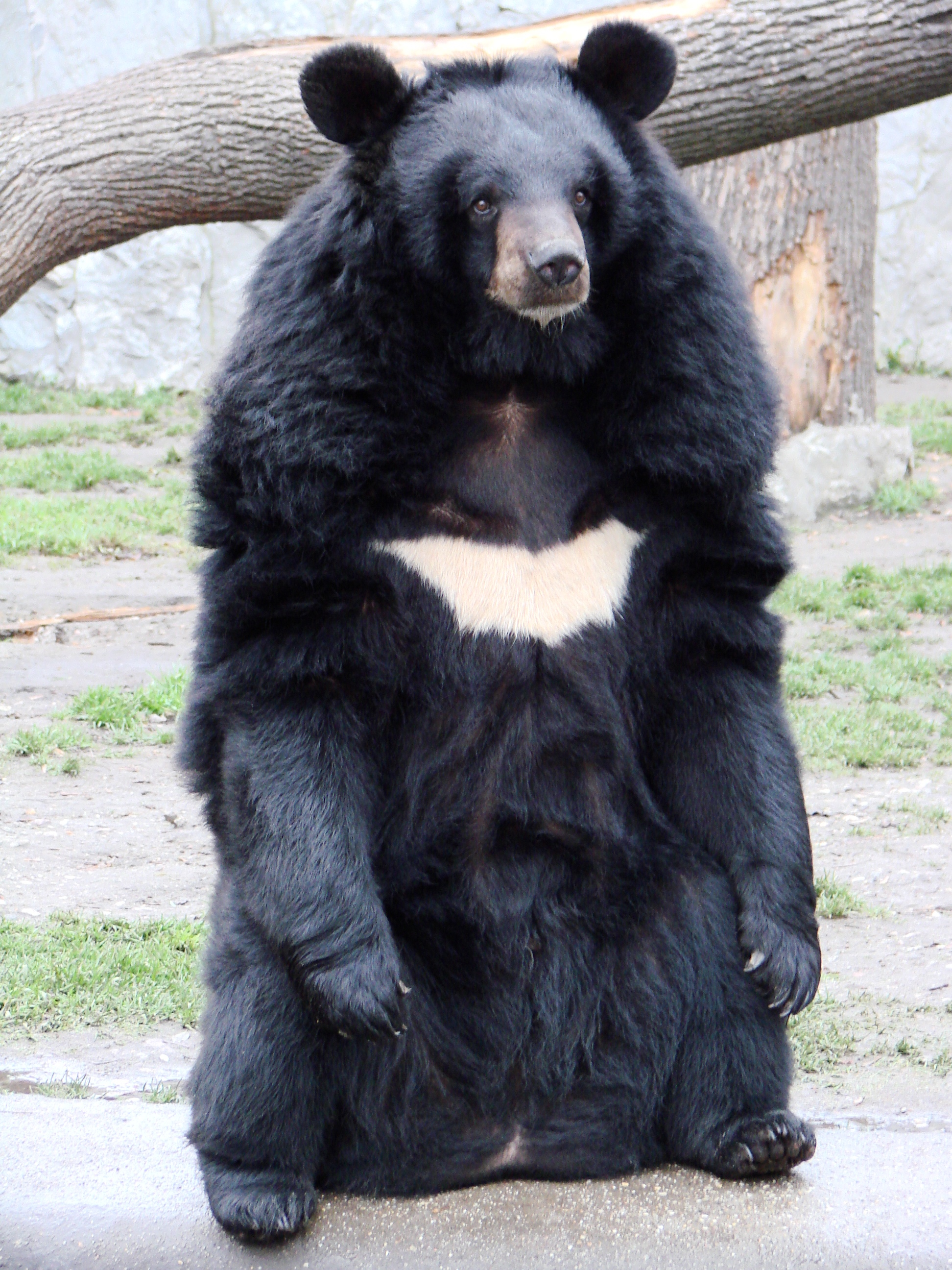
Гималайский медведь

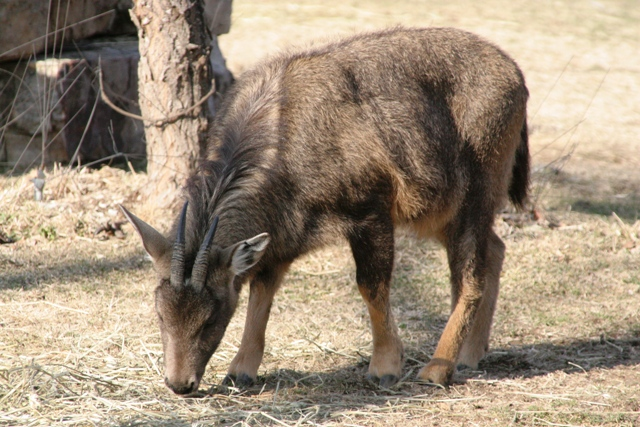
Амурский горал

### Млекопитающие
- Тигр амурский
- Горал
- Лось
- Пятнистый олень
- Гималайский медведь

### Птицы
- Аист чёрный
- Бекас японский
- Беркут
- Голубь скалистый
- Грязевик
- Дикуша
- Дрозд синий каменный
- Дупель горный
- Журавль чёрный
- Зуёк уссурийский
- Коршун чёрный
- Кроншнеп дальневосточный
- Крохаль чешуйчатый
- Кулик-сорока
- Лебедь-кликун
- Мандаринка
- Орёл хохлатый
- Орлан белоплечий (зимует)
- Орлан-белохвост
- Осоед хохлатый
- Пегий лунь
- Песочник острохвостый
- Пыжик длинноклювый
- Сапсан
- Сарыч ястребиный
- Скопа
- Сова белая
- Сова иглоногая
- Скворец японский
- Филин
- Филин рыбный
- Ходулочник
- Цапля большая белая
- Широкорот

### Рыбы
- Осётр сахалинский

### Насекомые
- Уховёртка викарирующая
- Жужелица Шренка
- Брамея дальневосточная
- Павлиноглазка Артемида
- Махаон
- Хвостоносец Маака
- Аполлон Эверсмана
- Людорфия Пуцило
- Данаида
- Переливница Шренка
- Переливница большая
- Сенница Геро
- Сёкия исключительная
- Траурница японская

## Заповедник в филателии

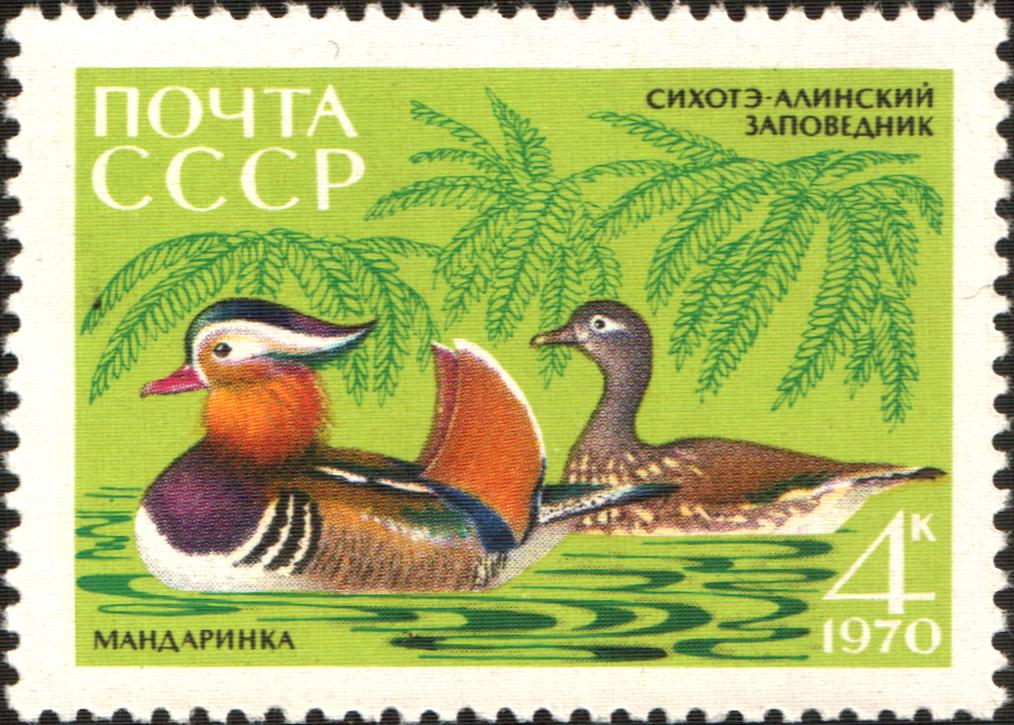
Почтовая марка СССР 1970 года. 35 лет Сихотэ-Алинского заповедника. Мандаринка
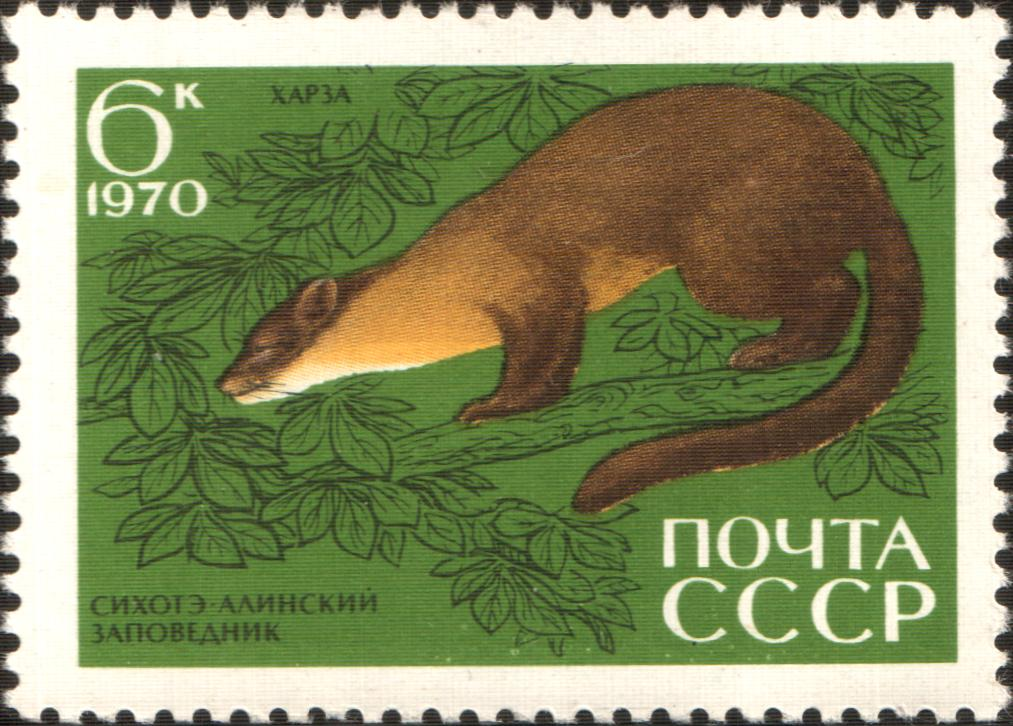
Почтовая марка СССР 1970 года. 35 лет Сихотэ-Алинского заповедника. Харза
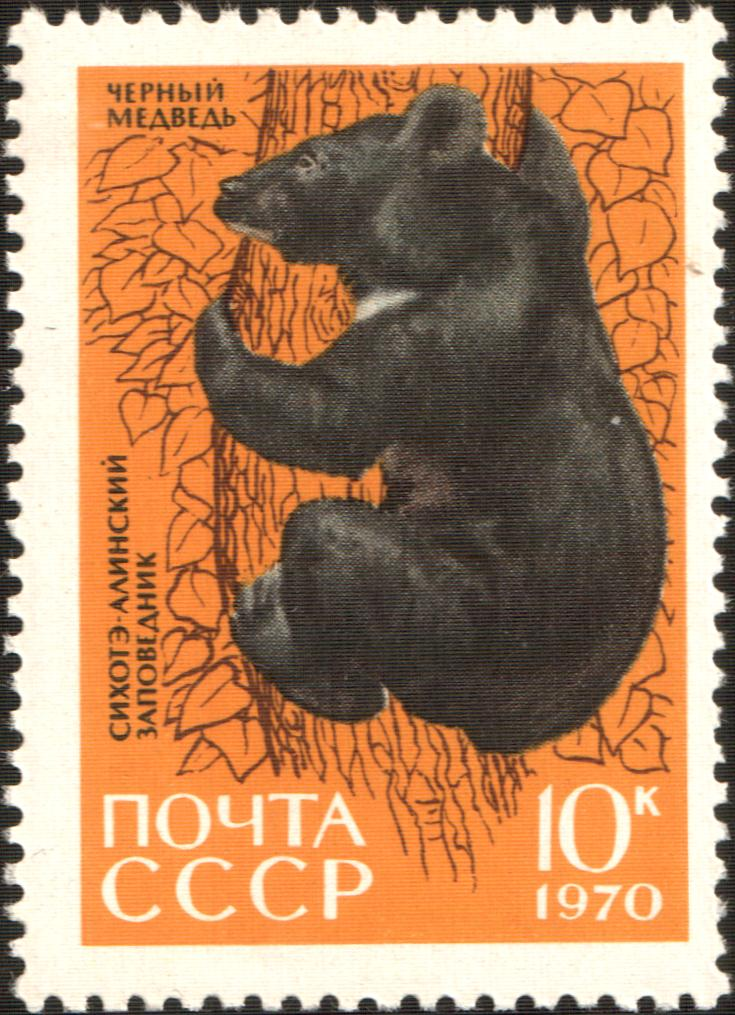
Почтовая марка СССР 1970 года. 35 лет Сихотэ-Алинского заповедника. Чёрный медведь
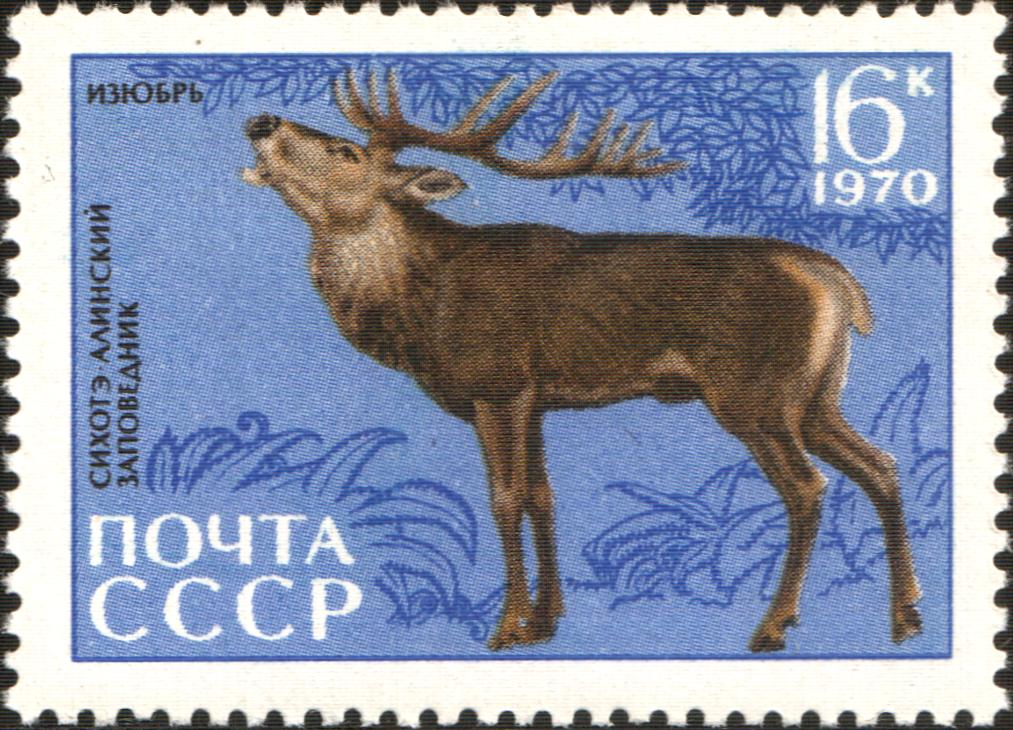
Почтовая марка СССР 1970 года. 35 лет Сихотэ-Алинского заповедника. Изюбрь
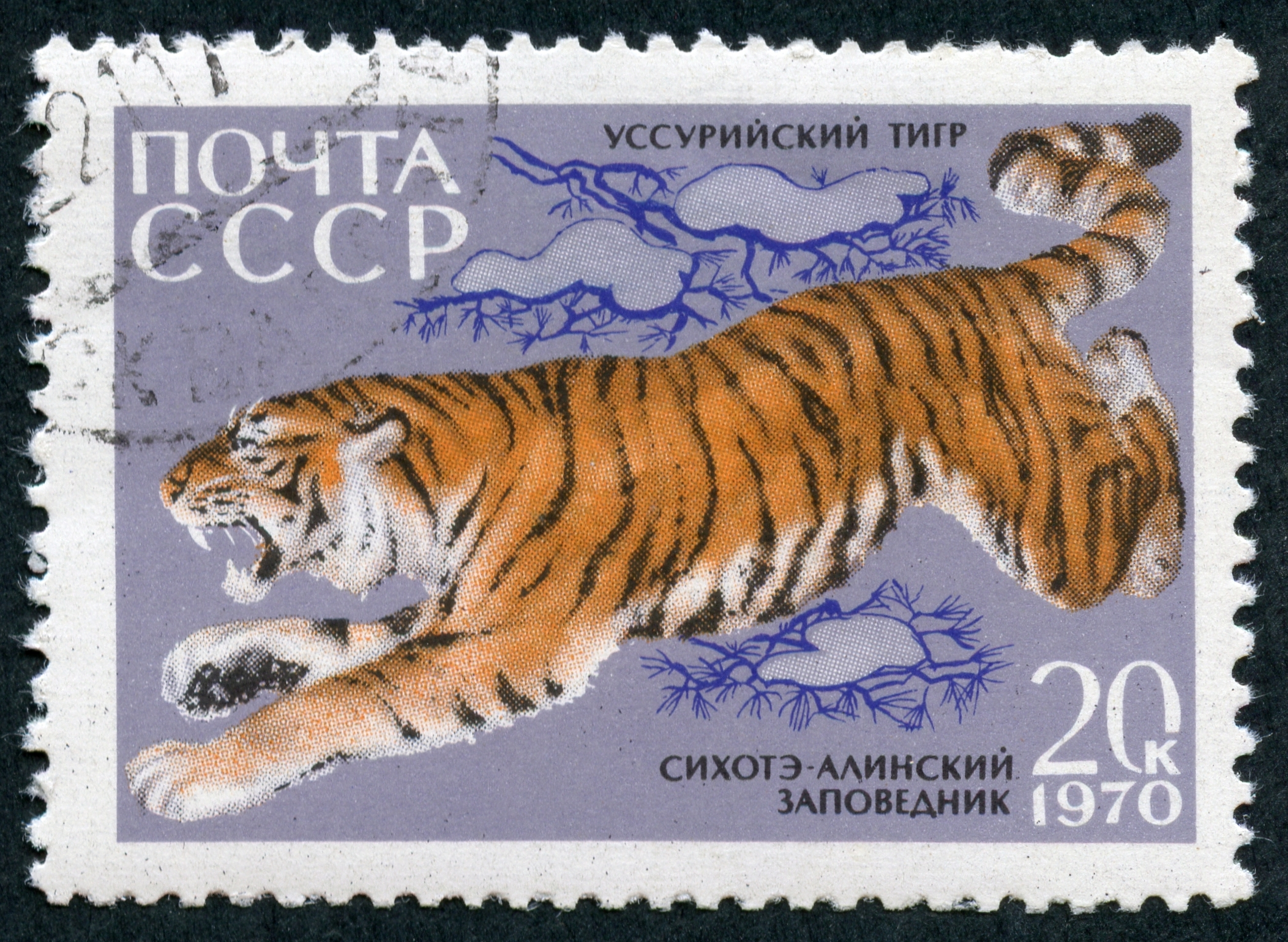
Почтовая марка СССР 1970 года. 35 лет Сихотэ-Алинского заповедника. Уссурийский тигр